# Bisaltes fuscomarmoratus
Bisaltes fuscomarmoratus es una especie de escarabajo longicornio del género Bisaltes, subfamilia Lamiinae. Fue descrita científicamente por Breuning en 1966.
Se distribuye por Ecuador y Perú. Posee una longitud corporal de 10 milímetros. El período de vuelo de esta especie ocurre en el mes de febrero.